# Telefon

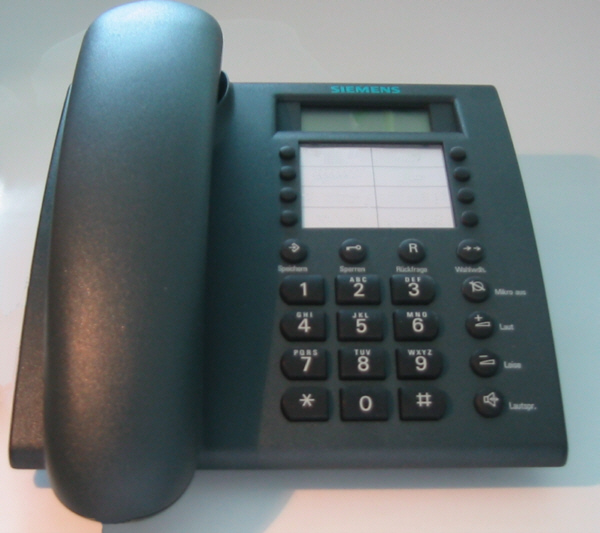
Domácí tlačítkový telefon Siemens Euroset 805 (1998)

Telefon (řecky: téle = vzdálený a fóné = hlas) je telekomunikační zařízení, které přenáší hovor (zvuk) prostřednictvím elektrických signálů. Pokusně se vyskytly i telefony založené na jiných principech.
Klasický telefon s pevně instalovaným telefonním přístrojem a drátovou linkou ke každému účastníkovi se během 20. století velmi rozšířil a v roce 2009 bylo po světě 1,3 miliardy telefonních stanic. Od konce 20. století jej postupně vytlačují mobilní telefony s bezdrátovým přenosem signálu. Roku 2014 jich bylo po světě 7 miliard a od roku 2013 mezi nimi převažují tzv. chytré telefony (smartphony).

## Historie

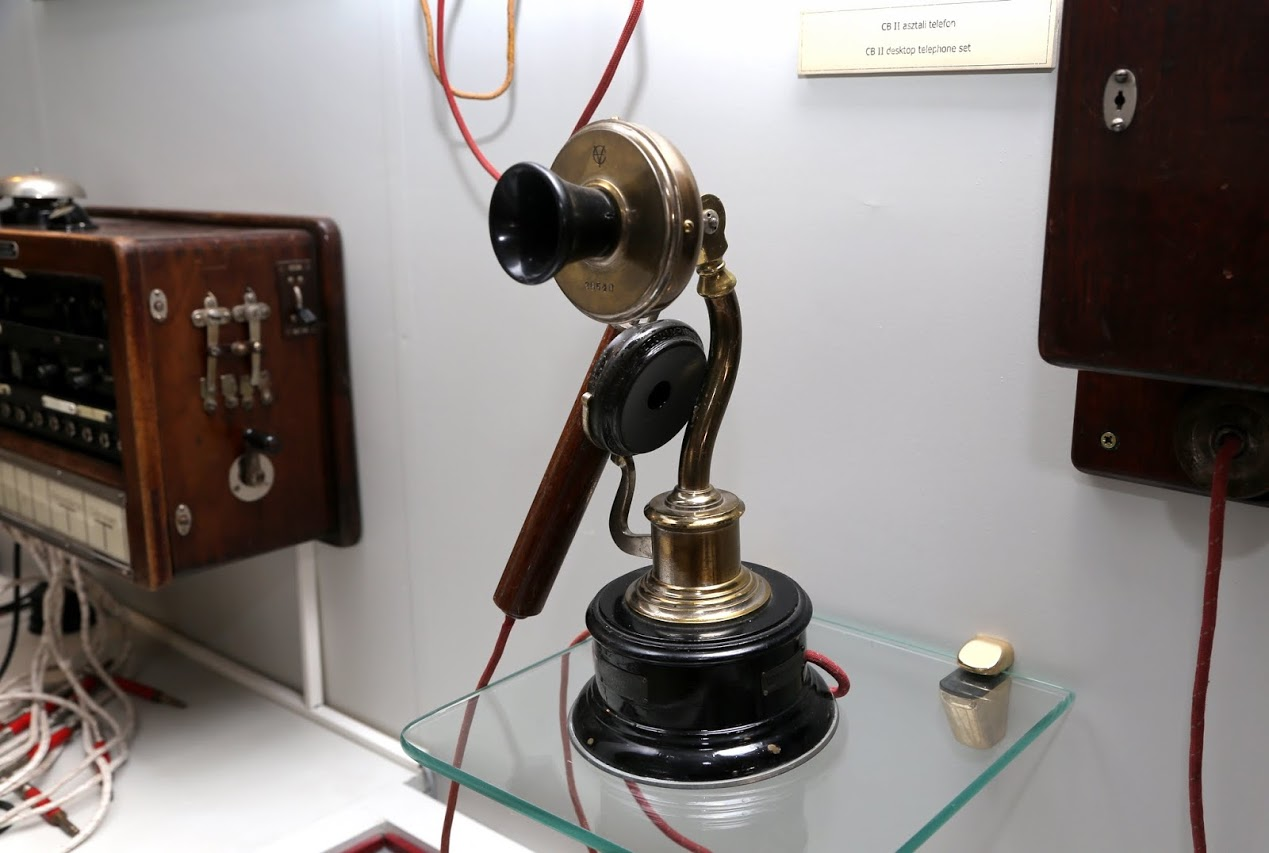
Historický telefon z roku 1910

Obvykle je vynález telefonu přisuzován vynálezci jménem Alexander Graham Bell. Jeho první telefon byl sestrojen v Bostonu (USA) v roce 1876. Podle novějších údajů vynalezl telefon italský vynálezce Antonio Meucci (Antonio Santi Giuseppe Meucci) už v roce 1849. Jeho prvenství bylo v červnu roku 2002 oficiálně potvrzeno například i kongresem Spojených států (Rezoluce 269).
Podle dalších zdrojů vynalezl telefon i Johann Philipp Reis v roce 1860, ale jeho vynález pracoval na principu doteku velmi jemného kontaktu. Vysílač (mikrofon) byl vyroben z pivní bečky a tvarem připomínal lidské ucho. Přijímač (reproduktor) byl vyroben z pletací jehlice a krabice od doutníků. Tento telefon mohl skutečně přenášet lidský hlas, ale velice zkresleně a muselo se do něj mluvit správnou hlasitostí, aby kontakt pracoval správně. Telefon lépe než hlas přenášel hudbu. První rozhovor učinil Reis z fyzikálního sálu školy, kde vyučoval fyziku, do blízkého bytu svého přítele učitele zpěvu. Údajně měl mít tento obsah. „Koně nežerou okurkový salát“, zvolal Reis. „To vím už dávno, vy hňupe“, odpověděl kolega.
O prvenství vynálezu k jednotlivým částem vynálezu bylo vedeno mnoho soudních sporů. Zvláště společnost Bell Telephone se snažila agresivně chránit své patenty. Výsledkem byly ale spíše další nejasnosti. Věc komplikuje i to, že vynálezci spíše předváděli své objevy novinářům a průmyslníkům, místo publikace ve vědeckých časopisech.
Je nutno poznamenat, že současný telefon nemá jednoho vynálezce, ale je výsledkem postupného vylepšování a vynálezů velkého množství lidí.

### Telefon na jiném než elektrickém principu
Pokud budeme za telefon považovat každé zařízení, schopné přenést hlas na velkou vzdálenost, je historie telefonu mnohem starší. První telefony byly čistě mechanická zařízení.
Nejobvyklejší byl trubkový telefon. První známý popis je z roku 968, podle něhož čínský vynálezce Kung-Foo-Whing využil roury k hovoru na dálku. Trubkové telefony se dožily velkého rozšíření v lodní dopravě, kde umožnily relativně spolehlivé zvukové spojení oddělených částí lodi.
Dalším, byť spíše kratochvilným typem telefonu, je lankový telefon. Je tvořen dvěma membránami, spojenými napnutým provazem, nití nebo strunou. Chvění jedné membrány je strunou přenášeno na druhou membránu. Tento telefon si můžete vyrobit ze dvou plastových kelímků, když jejich dna propojíte několika metry niti.

### Elektrické telefony

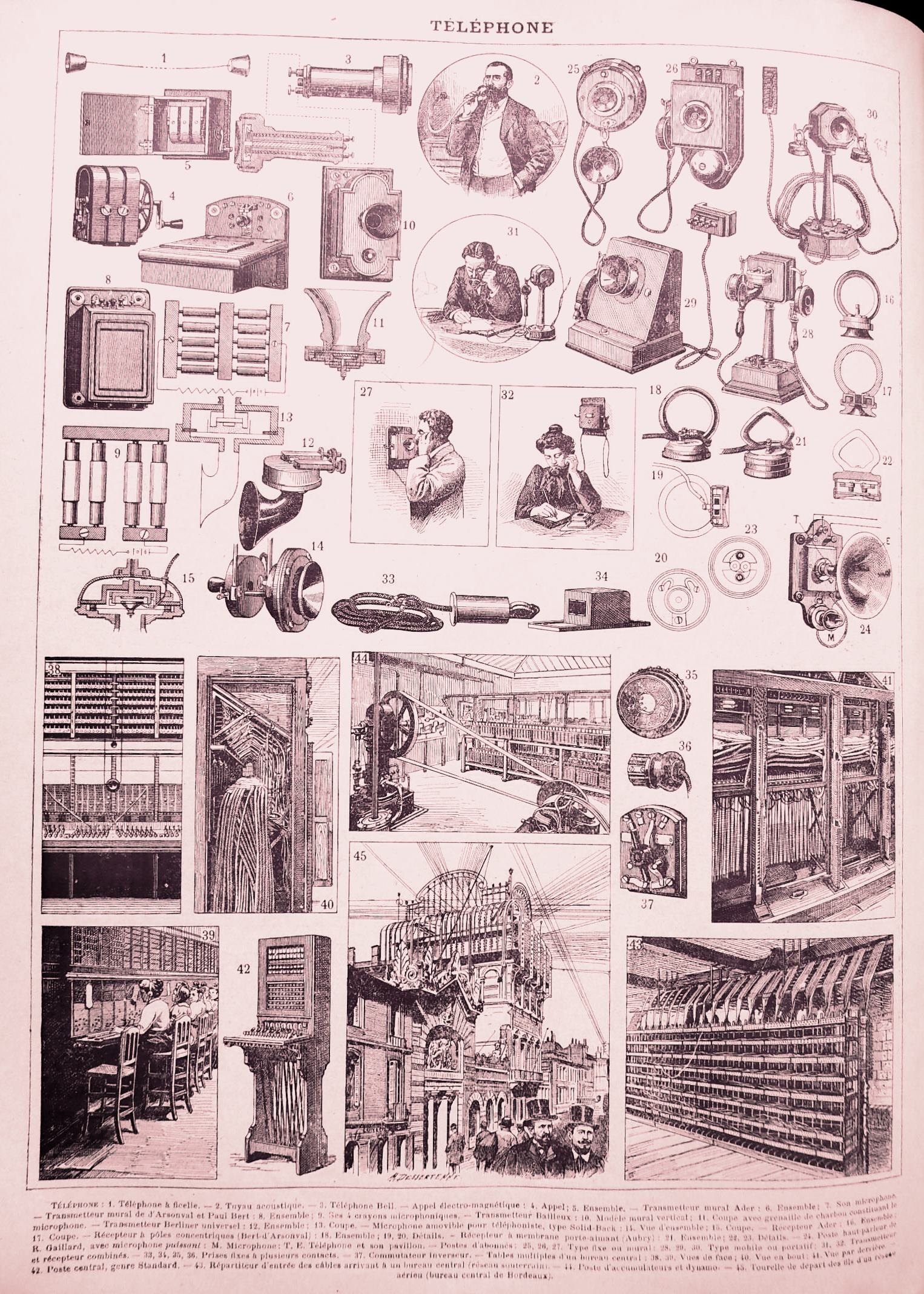
Telefonní zařízení v 19. století

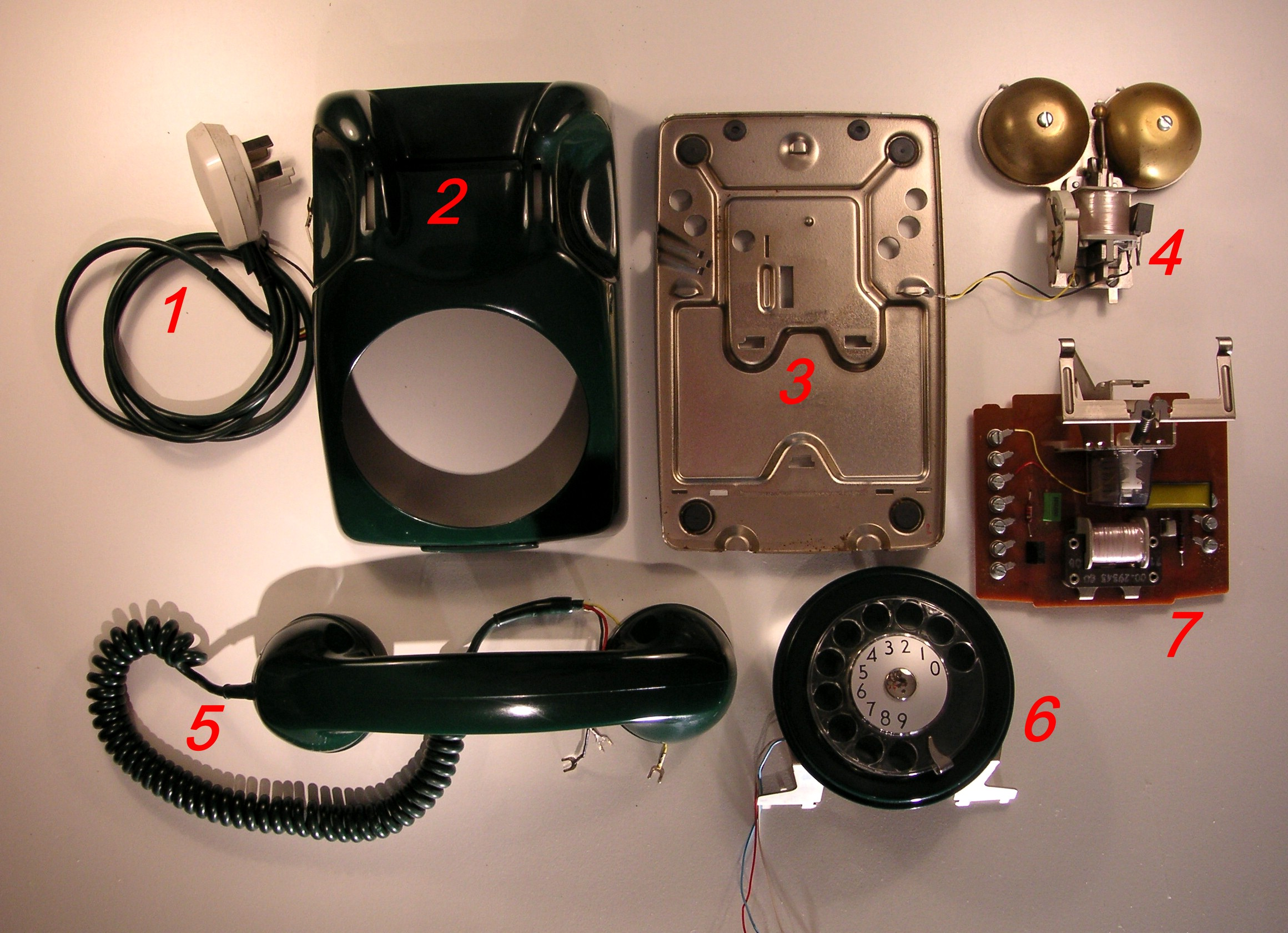
Hlavní součásti telefonu pro pulzní volbu (1972): 1. spojovací kabel; 2. Kryt; 3. Dno; 4. Zvonek; 5.Sluchátko; 6. Číselnice; 7. Přepínací deska

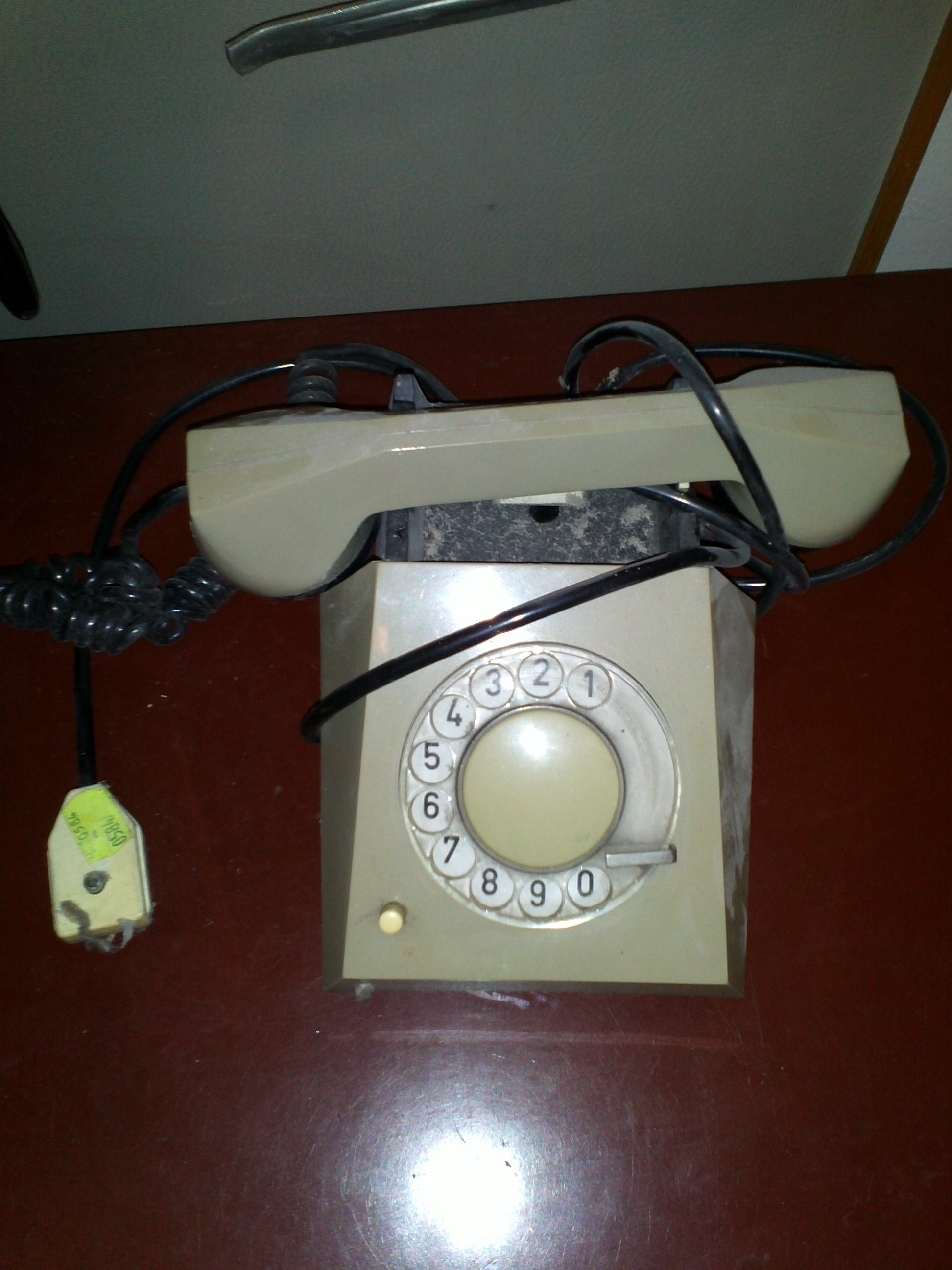
Domácí vytáčecí telefon Tesla Bs 20 (1985)

#### Antonio Meucci
V současné době je za objevitele telefonu považován Antonio Meucci. Jeho telefon byl poprvé předveden v New Yorku v roce 1860 a zpráva o něm byla publikována v místním italsky psaném tisku.
V principu se jednalo o elektromagnetický mikrofon/sluchátko. Zvuk rozkmital membránu s permanentním magnetem v cívce, která převedla pohyb na elektrický proud. Ten pak byl přenesen dráty do stejného zařízení, které jej přeměnilo zpět na zvuk. Výhodou tohoto systému byla lepší kvalita přenášeného zvuku, nevýhodou naopak nízká hlasitost a malý dosah.
Neznalost angličtiny a nedostatek obchodního talentu zapříčinily, že Meucci nebyl schopen svůj vynález dovést do komerčně úspěšné podoby. Spor o prvenství vynálezu s Bellem byl odkládán až do Meucciho smrti, kdy byla kauza zrušena. Meucci byl uznán prvním vynálezcem telefonu kongresem USA až po více než sto letech, a to rezolucí 269 datovanou 11. června 2002. Největším problémem dalšího vývoje telefonu byl vhodný mikrofon.

#### Charles Bourseul
V roce 1854 v časopise „L'Illustration de Paris“ publikoval francouzský telegrafista Charles Bourseul návrh přístroje pro elektrický přenos zvuku. Přístroj se skládal z pružného kotouče, přerušujícího proud a druhého podobného, který byl tímto proudem rozechvíván. Jeho pokusy ale nevedly k praktickému využití.

#### Johann Philipp Reis
Podobný přístroj předváděl v roce 1860 německý učitel Johann Philipp Reis. Byl založen na přerušovacím principu. Jehla, připojená k pružné membráně, přerušovala proud podle pohybu membrány. Tento přenos byl pouze nedokonalý dvoustavový (proud teče/neteče - dnes bychom řekli jednobitový neboli binární přenos) a nikoliv analogový, jako u pozdějších telefonů. Proto bylo možné přenášet pouze tóny nebo nezřetelný šepot, nikoliv složitěji strukturovaný zvuk, jako například lidský hlas. Navíc byl tento přístroj velmi citlivý na pečlivé nastavení tohoto kontaktu.

#### Cromwell Varley
Variaci na Reisovu práci si v roce 1870 nechal patentovat známý anglický elektrotechnik Cromwell Fleetwood Varley. Šlo ale opět jen o přenos tónů.

#### Poul la Cour
Dánský vynálezce Poul la Cour experimentoval s audio telegrafií na telegrafní lince mezi Kodaní a Fredericiou v Jutlandu kolem roku 1874. Využíval vibrující vidlicovou ladičku, která přerušovala proud. Na druhém konci linky elektromagnet přitahoval rameno druhé stejné ladičky a ta vydávala stejný tón. Zároveň probíhal i zápis tohoto tónu na papír pomocí telegrafního přístroje. Ani la Cour tedy nepřenášel hlas, ale pouze tóny.

#### Elisha Gray
Elisha Gray z Chicaga vynalezl ve stejné době jako la Cour podobný tónový telegraf. V jeho původním přístroji vibrující ocelový jazýček přerušoval proud, který na druhém konci linky pomocí elektromagnetu rozvibroval stejně naladěný jazýček u jeho pólů. Grayův harmonický (tónový) telegraf s vibrujícími jazýčky použila společnost Western Union Telegraph Company. Protože jedním drátem může být poslán zároveň více než jeden kmitočet, harmonický telegraf může být použit v multiplexním režimu a přenášet po jednom vedení více zpráv naráz. Grayův harmonický telegraf pokračoval ve šlépějích Reise a Bourseula, tedy v přerušování proudu vibrujícím kontaktem.
Gray zjistil, že hlavním nedostatkem je přerušovaný - dnes bychom řekli digitální - charakter přenášeného signálu. Inspiroval se mechanickým lankovým telefonem. V něm je pohyb membrány mikrofonu přenášen analogově. Gray sestrojil a nechal si patentovat kapalinový mikrofon, v němž byla na membráně mikrofonu jehla umístěná do kapalného vodiče. Když membrána vibrovala, jehla se potápěla více nebo méně do kapaliny a tím regulovala procházející proud.
Grayův kapalinový mikrofon použil i Bell pro mnoho svých raných veřejných produkcí. Kapalinový vysílač měl ale velké problémy s interferencí vlnek, vznikajících na hladině pohybem jehly.

### Uhlíkový mikrofon
Uhlíkový mikrofon vynalezl Thomas Alva Edison. Edison objevil, že uhlíková zrnka, stlačená mezi kovové desky mají elektrický odpor nepřímo úměrný tlaku. Pokud na jednu z desek působí zvukové vlnění, mění se patřičně i proud, protékající zrnky mezi deskami. Kvalita přeneseného zvuku je dostačující pro hovor a hlavně takový mikrofon funguje jako elektromechanický zesilovač (energie proudových změn může být podstatně větší, než energie dopadajících zvukových vln). Objev vedl k vývoji uhlíkových mikrofonů, které byly základem telefonů po více než 100 let a které se (byť v menší míře) používají dodnes. Uhlíkový mikrofon velmi zjednodušil konstrukci telefonního přístroje. Telefonní přístroje s uhlíkovým mikrofonem se dále dělí podle principu funkce a zapojení na Telefonní síť s místní baterií (MB) a s ústřední baterií (ÚB) podle toho, zda je mikrofon napájen elektrochemickým článkem u přístroje (či v přístroji) nebo společným akumulátorem v telefonní ústředně

### Alexander Graham Bell
Jako profesor vokální fyziologie na Bostonské univerzitě se Alexander Graham Bell zabýval školením učitelů, kteří učili neslyšící mluvit. Experimentoval s fonautografem (angl. phonautograph) Leona Scotta, který zaznamenával chvění vzduchu způsobené hovorem. Tento přístroj obsahoval tenkou membránu vibrující podle hlasu a nesoucí rydlo, které rylo zvlněnou linku na desku skla pokrytého sazemi. Tato práce jej dobře připravila na zkoumání elektrického přenosu zvuku.
Svůj výzkum začal v roce 1874. Použil tónový telegraf podobný vynálezům Bourseula, Reise a Graye. Při jednom z pokusů zařízení selhalo. Bell požádal asistenta, který byl na druhém konci linky, aby poklepal na kovový jazýček, který podle něj uvázl na pólu magnetu. Asistent Watson souhlasil a překvapený Bell zjistil, že jazýček na jeho straně linky se začal pohybovat a vydávat stejný zvuk. Po několika dalších pokusech pochopil, že pohyb je způsoben proudem, indukovaným pouhým pohybem vzdáleného jazýčku v blízkosti magnetu. Odpojil tedy napájení a začal se spoléhat pouze na indukční proudy vlastních jazýčků. Navíc zjistil, že zvuk hovoru se dá přenášet na značnou vzdálenost i bez přerušování elektrického obvodu.
Bell s asistentem Watsonem objevili, že samotné pohyby jazýčku v magnetickém poli mohou přenášet zvukovou modulaci. Bell na základě analogie s fonautografem vymyslel přijímač, sestávající z napnuté membrány nebo bubínku ze speciální kůže s kotvou ze zmagnetovaného železa, připevněnou na střed membrány. Kotva mohla volně kmitat před pólem elektromagnetu, jehož vinutí bylo zapojeno do linkového obvodu.

### Historie telefonu v Česku

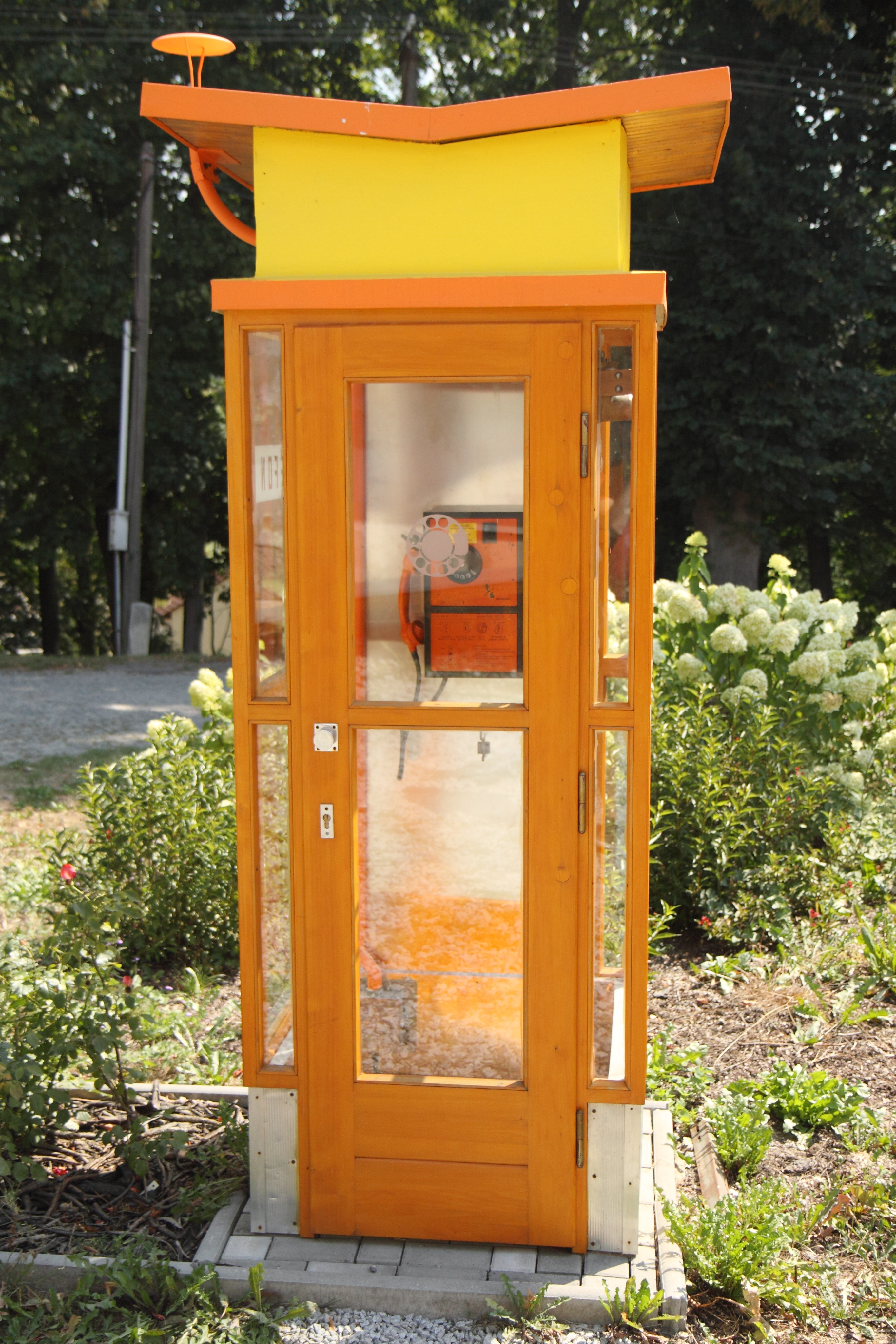
Funkční historická telefonní budka v Muzeu Tesla Třešť (60.-80. léta)

V českém tisku byla informace o Bellově telefonu uveřejněna již v prosinci 1877 v časopise Světozor. Zřízení telefonních linek muselo být ve smyslu telegrafního zákona z roku 1847 povoleno státem, resp. ministerstvem obchodu ve Vídni. První telefonní linka v Česku byla uvedena do provozu 10. dubna 1881, a to na vzdálenost dvou a půl kilometru mezi správou dolu Georg Hartmann v Ledvicích a nádražím v Duchcově. Linku dal vybudovat saský podnikatel Richard Hartmann. Jaká slova v prvním telefonním hovoru na českém území zazněla, není známo (na rozdíl od prvního hovoru Grahama Bella).
První telefonní linka v Praze, konkrétně ve Vysočanech, byla uvedena do provozu koncem května 1881. Pražská telefonní ústředna pro prvních 11 účastníků zahájila provoz 11. srpna 1882, nacházela se na Malém rynku (dnes Malé náměstí), v domě U Rychtrů. Ke konci roku 1882 byl také vydán první telefonní seznam, který již obsahoval několik desítek účastníků. Druhé vydání z roku 1883 se dochovalo ve sbírkách Poštovního muzea.
Další, mnohdy unikátní, předměty související s telefonováním má ve svých sbírkách Národní technické muzeum. Nejstarším exponátem je sluchátko z telefonního aparátu z roku 1883. Jeden z prvních telefonů měl Vojta Náprstek. Dřevěný telefon, vyrobený firmou Dekret Homolka ve Vídní, který používal František Ferdinand d'Este na zámku Konopiště má čtyřmetrovou šňůru. Ve sbírkách je také luxusní přístroj se slonovinovým sluchátkem, který si zahrál v roce 1942 ve filmu Zlaté dno (v hlavní roli Vlasta Burian).
V roce 1911 se v Praze objevily první telefonní budky. Ale ještě v roce 1919, tj. po vzniku Československa, bylo možné telefonovat z Prahy do Ostravy jen tranzitem přes Vídeň; telefonní spojení s Moravou bylo pro soukromou potřebu povoleno až v roce 1922. V roce 1938 bylo v tehdejším Česku 92 tisíc hlavních a 18 tisíc vedlejších telefonních stanic, z toho 62 tisíc bylo připojeno na automatické, 30 tisíc na manuální ústředny.
Telefonní budky začaly pozbývat na významu po přelomu tisíciletí s nástupem mobilních telefonů. Zatímco na vrcholu v roce 2001 v Česku fungovalo 30 tisíc telefonních automatů a pevných linek bylo okolo čtyř milionů, k roku 2018 zůstává v provozu okolo 7600 automatů a nezůstala aktivní ani třetina pevných linek. V roce 2021 byla odstraněna poslední telefonní budka v obci Hlubyně.

## Rozšíření
Roku 1892 byla v USA uvedena do provozu první automatická ústředna pro 99 účastníků a Edison patentoval uhlíkový mikrofon, roku 1913 si firma Siemens patentovala číselnici pro pulzní volbu a roku 1955 zavedla firma Bell Telephone Company tónovou volbu. Roku 1978 zavedla tatáž firma mobilní síť v Chicagu. Koncem roku 2009 bylo na světě instalováno 1,3 miliardy pevných linek, ve vyspělých zemích připadalo asi 50 linek na 100 obyvatel, na celém světě asi 20. Od roku 1983 jim však začaly konkurovat mobilní telefony s bezdrátovým přenosem signálu. Roku 2009 jich bylo po celém světě 4,6 miliardy, roku 2014 přes 7 miliard mobilních telefonů.

## Popis

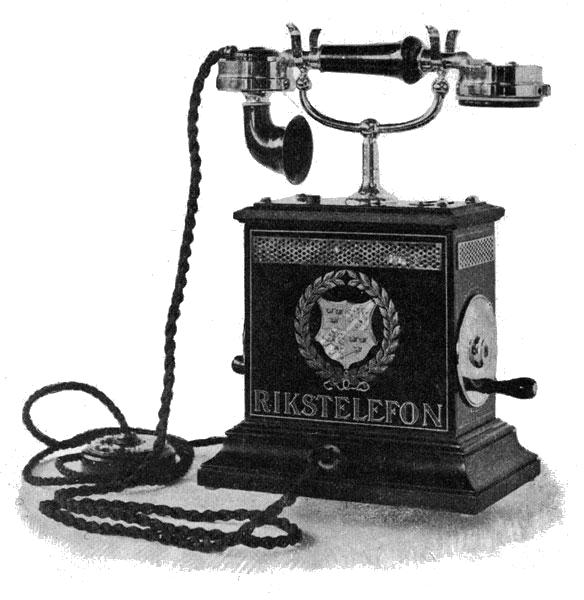
Švédský telefon pro manuální ústředny (1896)

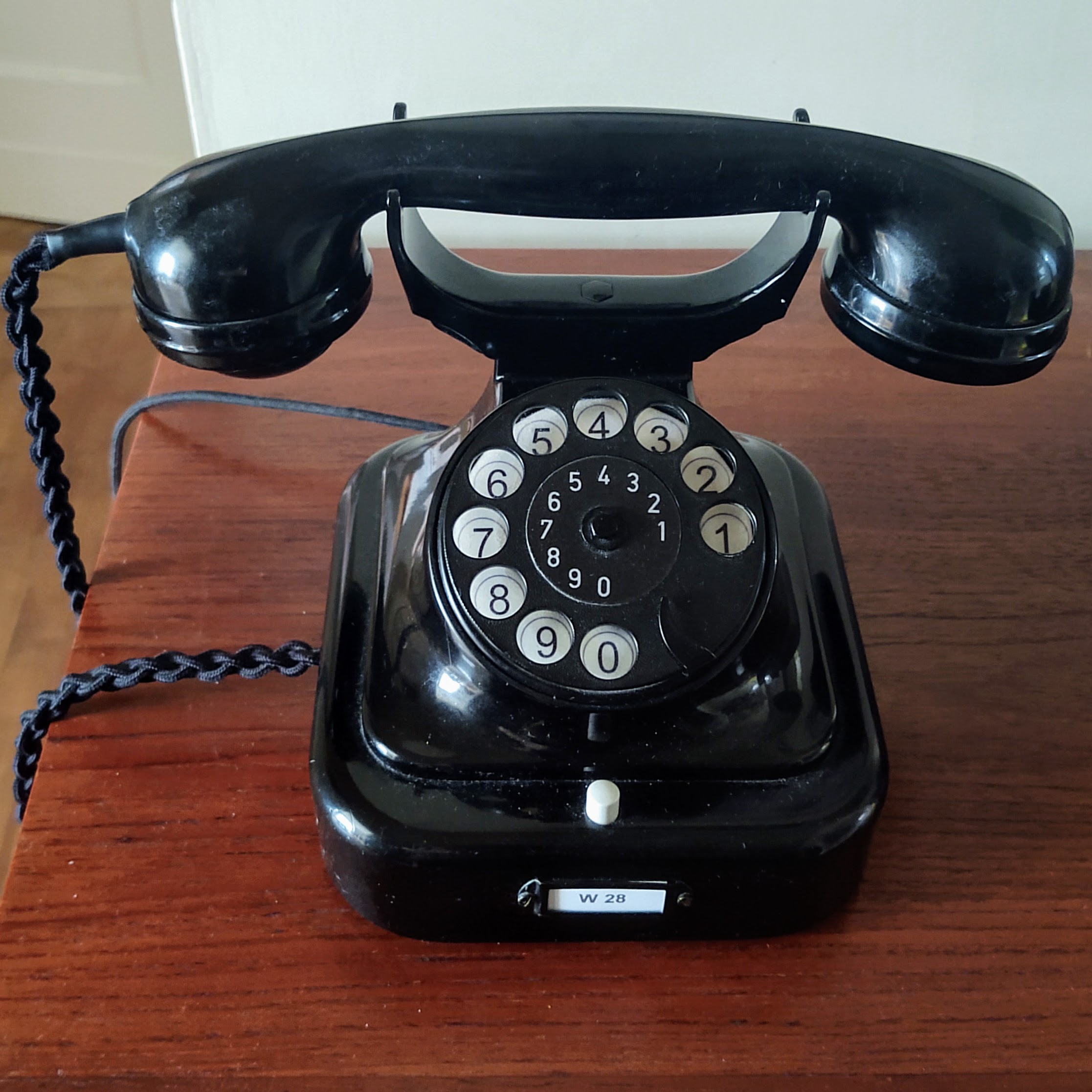
Telefon Siemens W28 s otočnou číselnicí a pulzní volbou (1925)

### Místní baterie, manuální ústředny
V systému s místní baterií obsahoval telefon baterii, sluchátko s mikrofonem a ruční induktor s kličkou, kterým se generoval signál vyzvánění u druhého účastníka nebo v manuální ústředně. Žádané číslo sdělil volající účastník operátorce v ústředně, která ručně na panelu propojila oba účastníky kablíkem. Tento systém se ještě dlouho používal na železnici a v armádách.

### Ústřední baterie, pulzní volba
Elektromechanický telefon pro pevnou síť s ústředním napájením a automatickou pulzní volbou se k ústředně připojuje dvojicí vodičů. Hlavní části přístroje jsou uhlíkový mikrofon a elektromagnetické sluchátko, obvykle uložené ve společné rukojeti a spojené s přístrojem vícežilovým kabelem („šňůrou“). Vlastní přístroj obsahuje několik přepínačů, zvonek a otočnou číselnici pro automatickou volbu.
Je-li sluchátko zavěšeno ve vidlici, je do vnějšího obvodu zapojen zvonek, který signalizuje příchozí hovor. Jakmile se sluchátko zvedne, je do obvodu zapojeno sluchátko a mikrofon, takže účastníci mohou hovořit. Pro výchozí hovor uživatel na otočné číselnici postupně volí žádané číslo účastníka. Při zpětném pohybu číselnice, který je stejnoměrný, se obvod přerušuje, čímž se přímo ovládá volič v ústředně: každý pulz posune raménko voliče o jeden kontakt dále. Při doběhu číselnice do výchozí polohy se v ústředně aktivuje další, podřazený volič pro následující číslici voleného čísla, případně vyzváněcí signál k volanému účastníkovi. Jakmile je spojení navázáno, zapojí se do obvodu sluchátko a mikrofon, který byl během volby blokován. Zařízení je neobyčejně důmyslné, jednoduché a spolehlivé a nevyužívá žádné aktivní elektronické prvky.

### Elektronický telefon, tónová volba
Od druhé poloviny 20. století se v telefonech začaly používat digitální elektronické prvky, což umožnilo řadu dalších zdokonalení. Pulzní volbu mohla nahradit tónová volba a otočnou číselnici nahradila tlačítka. Volené číslice se ukládají do paměti přístroje a teprve celá volba se najednou odvysílá jako posloupnost krátkých pulzů o různém kmitočtu. To je jednak spolehlivější, jednak se tím zvýšila průchodnost ústředny. Po drátech se tak přenášejí pouze akustické signály a přístroj nemusí být s ústřednou galvanicky propojen, což umožnilo dálkové přenosy bezdrátovou cestou. Hlasitost telefonu lze regulovat, různé údaje se zobrazují na displeji, často používaná čísla si přístroj může pamatovat atd. Protože se však přechod milionů stanic na tónovou volbu musel dělat postupně, bylo zařízení zkonstruováno tak, aby bylo i se staršími ústřednami kompatibilní. Celkové schéma telefonního přístroje se silně zkomplikovalo, ale v principu nezměnilo.

### Bezšňůrový telefon
Menší zdokonalení přinesly bezšňůrové telefony, kde přístroj není se sluchátkem spojen šňůrou, ale bezdrátově. Dosah tohoto spojení činí desítky metrů, takže se sluchátkem se lze volně pohybovat například po bytě. Jinak se tím funkce telefonu nezměnila.